# Le Martyre de l'obèse (roman)
Pour les articles homonymes, voir Le Martyre de l'obèse.
Le Martyre de l'obèse est un roman écrit par Henri Béraud publié en 1922 et ayant reçu, la même année, conjointement le prix Goncourt avec Le Vitriol de Lune (1921) du même auteur.

## Résumé
Ami intime d'un couple petit-bourgeois, le narrateur obèse de cette histoire reçoit tour à tour les confidences scabreuses du mari volage et les larmes désespérées de l'épouse outragée. L'histoire commence lorsque Angèle décide enfin de quitter son mari, qu'elle a pris sur le fait : elle boucle ses valises en emportant son « bon gros », comme elle l'appelle, avec elle. C'est à ce moment précis que le narrateur tombe amoureux d'elle, subitement et avec passion. Une étrange course-poursuite s'engage alors à travers le monde : le mari cherche sa femme dans toutes les capitales pour tenter de la récupérer, tandis que le narrateur essaie désespérément de plaire à la belle fuyarde. L'échappée prend fin à Londres, à l'hôtel du Faisan : le mari réapparaît, accuse le narrateur de trahison, pleure à chaudes larmes devant sa femme pour tenter de recoller les morceaux - ils choisiront le divorce.
Angèle, connaissant l'amour que le narrateur lui porte, joue avec lui pour s'occuper : elle feint la coquette, le mène en bateau, le giflant dès qu'il tente de s'approcher d'elle et riant aux éclats devant tant d'amour débonnaire. De dépit, avec une truculence et une ironie de choix, le narrateur raconte son histoire au comptoir du café des Trois-Maures devant un bock de bière ou sur un banc public en compagnie d'un non moins obèse M. Canabol… Toutes ces péripéties, le narrateur ne tardera pas à les trouver grotesques : si l'épisode du baiser le trouble en même temps qu'il attise son doute, la scène finale où la belle sotte accepte de se donner à lui dans un élan conjoint de pitié et d'amusement, clôt l'histoire.
Le « bon gros », bien que fier d'appartenir à la confrérie des « Cent kilos », bien qu'ayant vanté les charmes de son poids et la personnalité particulière qu'accompagne selon lui une silhouette épaisse, aura finalement honte de se dévêtir - et percevra bien le manège de la perfide qui, dans ce jeu malsain, aurait trouvé nouvelle matière à moquerie. Le narrateur quittera finalement Londres pour rentrer à Paris, mettant ainsi un terme à son martyre amoureux.

## Éditions
- Éditions Albin Michel, 1922
- Bibliothèque Albin Michel, 1986,  (ISBN 2226019782)

## Adaptation
Une adaptation cinématographique de ce roman a été réalisée en 1933 par Pierre Chenal, intitulée également Le Martyre de l'obèse.

## Note et référence
1. ↑  « Le martyre de l'obèse Henri Béraud », sur critiqueslibres.com (consulté le 25 juin 2025)